# Kvicksand

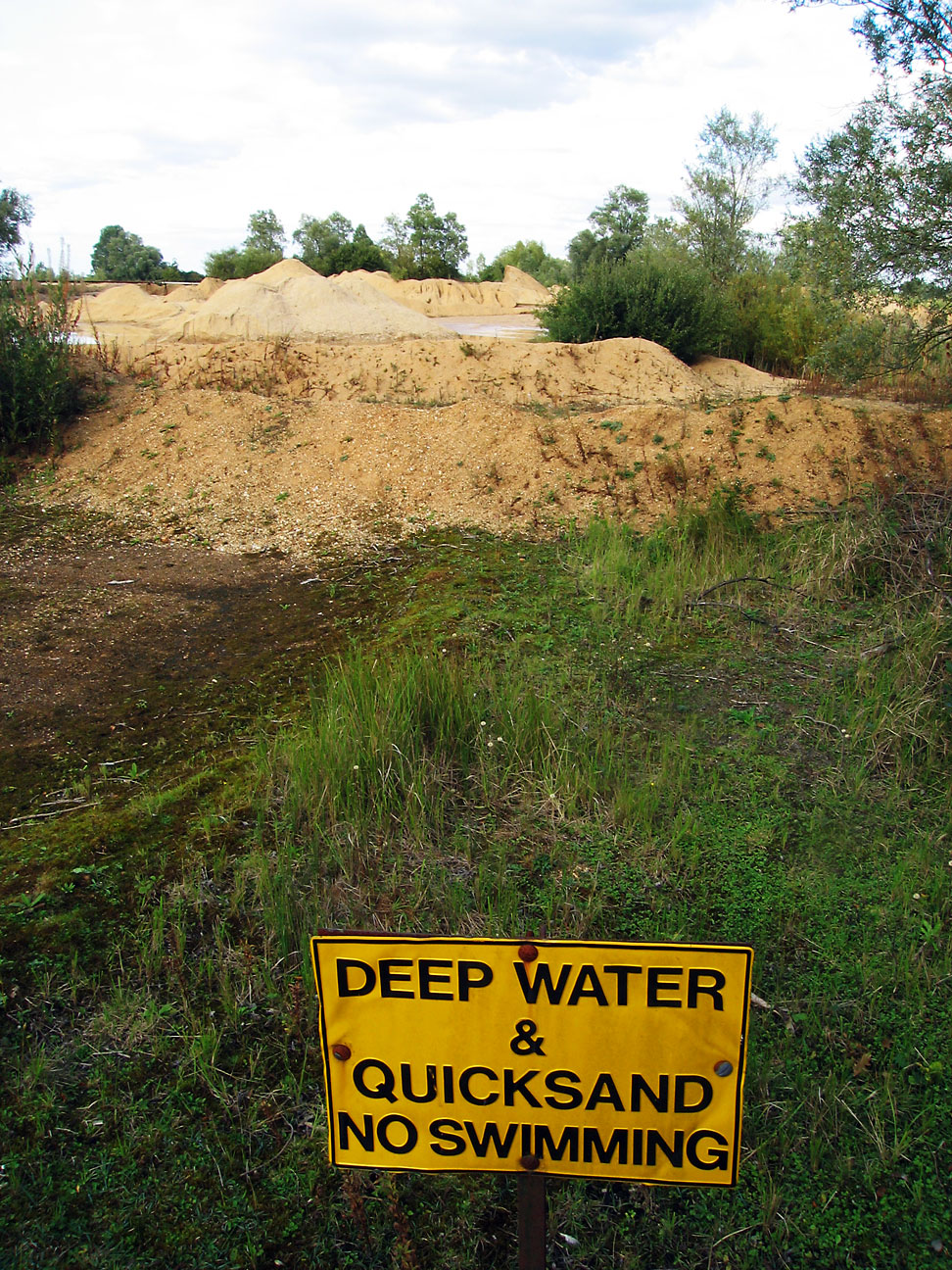
Varningsskylt för kvicksand

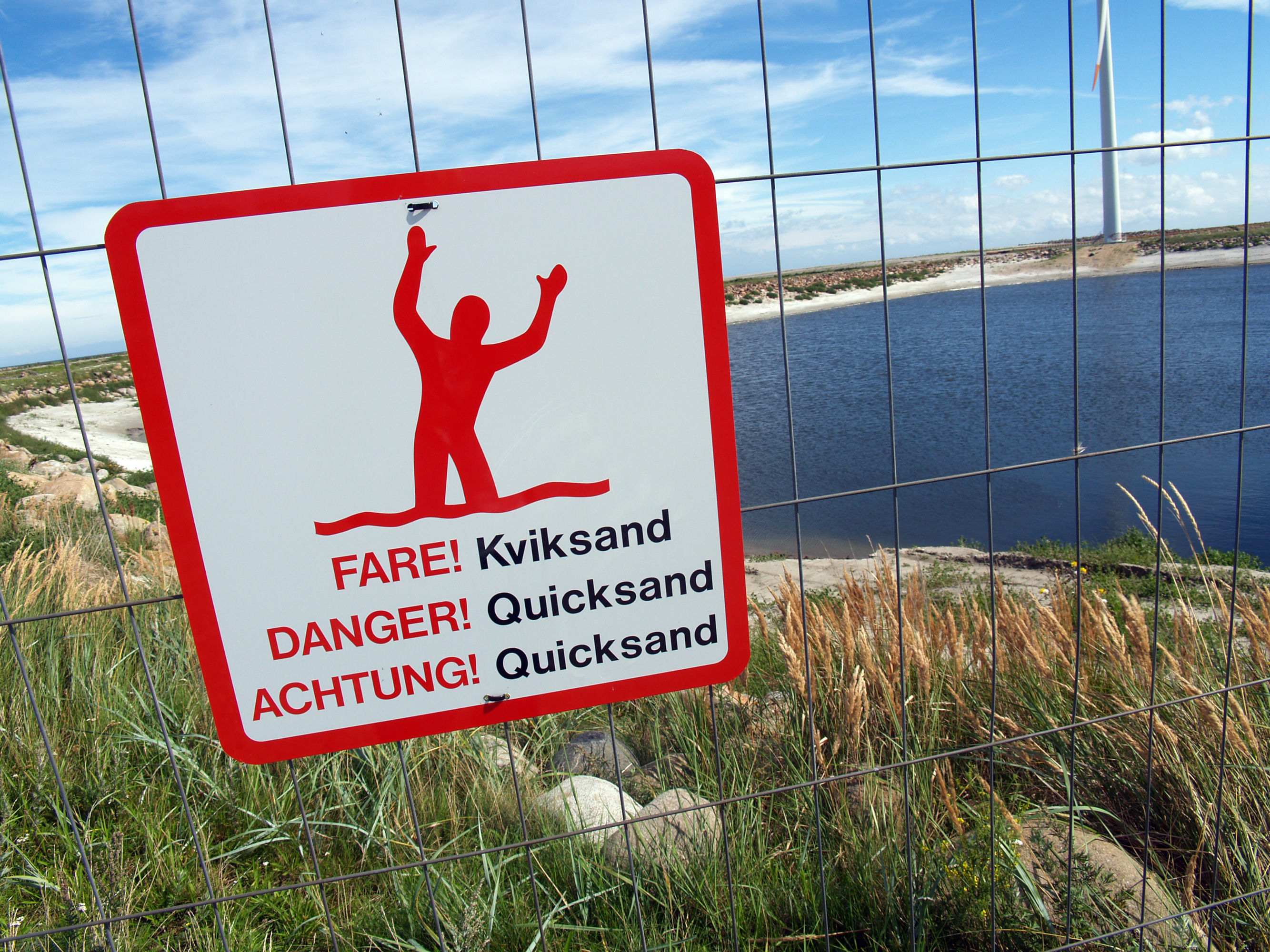
Varningsskylt för kvicksand i Fredrikshamn, Danmark.

Kvicksand är en kolloid gel av sand och vatten som är halvflytande. Eftersom kvicksanden inte är stabil har den heller inte förmåga att bära en belastning, detta gör att föremål som hamnar på ytan kommer sjunka. Vanligtvis förekommer kvicksand vid  havsstränder och flodmynningar där tillgången på väl rundade sandkorn är god  och där grundvatten dessutom strömmar upp underifrån, vilket gör att sanden blir vattenmättad.
En människa kan sjunka ner en bit i kvicksand men inte sjunka helt. Kvicksand är inget material utan ett tillstånd hos sandvattenblandningen som man då sjunker ner i.

## Beskrivning
Strömningar i jorden uppträder då grundvattenytan lutar.
Vid strömmande vatten avviker porvattentrycket i jorden ifrån trycken som beräknas enligt de statiska sambanden. Förändringar i portryck leder i sin tur till förändringar i effektivtryck.
Vid uppåtströmmande grundvatten i en grop med sand kan porvattentrycken vara så höga en bit ned i sanden att effektivspänningen (spänningen mellan kornen) är nära noll. Sanden uppför sig då som en tung vätska utan friktion. En människa som beträder sanden sjunker ned till cirka midjehöjd, om vi antar att sandens densitet är cirka 2,0 och människans densitet är cirka 1,0 gram per kubikcentimeter (se Arkimedes princip). Detta fenomen kallas kvicksand och är således inget material utan ett tillstånd. I finsand krävs enbart små flöden för att sanden skall bli kvick. 

### Sjunkmyten
Myten om att en människa helt kan sjunka ned och försvinna i kvicksanden är inte sann. Däremot kan man fastna i kvicksanden, och det kan då krävas stora krafter för att komma loss. Vid vetenskapliga försök utförda av Universiteit van Amsterdam krävdes en kraft — motsvarande den för att lyfta vikten hos en normalstor bil — för att få loss en fastnad människofot.

## Etymologi
Ordet kvicksand är bildat av orden kvick, i en äldre betydelse, ’liv, levande’, och sand. Kvicksand betyder alltså ’levande sand’. Ordet är belagt i svenska språket sedan 1702.